# Río Tascadero
El río Tascadero es un curso natural de agua que nace en la cordillera de los Andes de la Región de Coquimbo y fluye con dirección general norte hasta desembocar en el río Grande (Limarí), que es a su vez un afluente formativo del río Limarí.

## Trayecto
El río Tascadero nace en las laderas occidentales del cordón limítrofe internacional y fluye con dirección norte hasta desembocar en el río Grande en la localidad de Tulahuén.

## Caudal y régimen
El río Tascadero posee una estación fluviométrica ubicada aguas arriba de su confluencia con el río Grande a 1370 m s. n. m.: 51 
La hoya de los ríos Grande, Mostazal, Tascadero, Guatulame, Cogotí, Combarbalá y Pama tienen un régimen nival con influencia pluvial en la parte baja de la cuenca: los mayores caudales se presentan entre octubre y diciembre, debido a los importantes aportes nivales, salvo en la estación Guatulame en el Tome, ubicada en la desembocadura del río homónimo en el embalse La Paloma, que muestra importantes caudales tanto en invierno y primavera. El período de estiaje es común a toda la subcuenca y ocurre en el trimestre dado por los meses de marzo, abril y mayo.: 62 

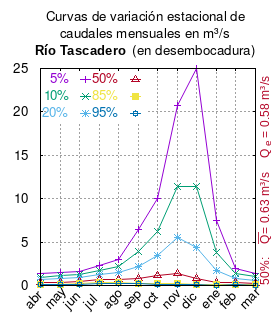
Curvas de variación estacional del río Tascadero en la desembocadura.

El caudal del río (en un lugar fijo) varía en el tiempo, por lo que existen varias formas de representarlo. Una de ellas son las curvas de variación estacional que, tras largos periodos de mediciones, predicen estadísticamente el caudal mínimo que lleva el río con una probabilidad dada, llamada probabilidad de excedencia. La curva de color rojo ocre (con {\displaystyle {\color {Red}\vartriangle }}) muestra los caudales mensuales con probabilidad de excedencia de un 50%. Esto quiere decir que ese mes se han medido igual cantidad de caudales mayores que caudales menores a esa cantidad. Eso es la mediana (estadística), que se denota Qe, de la serie de caudales de ese mes. La media (estadística) es el promedio matemático de los caudales de ese mes y se denota {\displaystyle {\overline {Q}}}. 
Una vez calculados para cada mes, ambos valores son calculados para todo el año y pueden ser leídos en la columna vertical al lado derecho del diagrama. El significado de la probabilidad de excedencia del 5% es que, estadísticamente, el caudal es mayor solo una vez cada 20 años, el de 10% una vez cada 10 años, el de 20% una vez cada 5 años, el de 85% quince veces cada 16 años y la de 95% diecisiete veces cada 18 años. Dicho de otra forma, el 5% es el caudal de años extremadamente lluviosos, el 95% es el caudal de años extremadamente secos. De la estación de las crecidas puede deducirse si el caudal depende de las lluvias (mayo-julio) o del derretimiento de las nieves (septiembre-enero).

## Historia
Antiguamente el río era llamado "Atascadero".
Francisco Solano Asta-Buruaga y Cienfuegos escribió en 1899 en su obra póstuma Diccionario Geográfico de la República de Chile sobre el río "Atascadero":
Atascadero (Río del).-—Llaman así la primera sección del Río Grande del departamento de Ovalle, desde su origen en la sierra ó cerro del Cenicero hasta donde se le junta el río Turbio del mismo departamento. En esta larga tirada se ahocina entre las altas sierras peladas del centro de los Andes y contiene obstrucciones y atascos, que le dan el nombre.
Sobre el río Grande (afluente del río Limarí) que incluye, en su descripción, al río "Atascadero", escribe:
Rio Grande.-—Corriente de agua mediana del departamento de Ovalle que tiene su principal cabecera en el cerro del Cocinero, junto al boquete de Calderón. De allí corre con el nombre de río Atascadero en dirección al NO. con una pendiente rápida de 6,6 por 100 entre hocinos y estrechuras de las ramificaciones occidentales de esa cordillera hasta confluir con el Guatulame y de aquí juntos con el río de Hurtado ó Guamalata al E. de la ciudad de Ovalle formando entonces el río Limari. Recibe por su derecha los riachuelos llamados Río Turbio, Agua Amarilla y Rapel, y por la izquierda ó margen del S. el río de Guatulame; véase. Lleva ordinariamente corto caudal, pues la denominación de Río Grande le viene por contraposición al volumen más reducido de sus tributarios, aunque en raros temporales fuertes en los Andes ofrece grandes avenidas. Cerca de la línea de las nieves, entre sus primeras fuentes y las del Río Turbio, se encuentran considerables masas de precioso lapizlázuli, rodeadas de granito y vetas de hierro que fueron descubiertas en 1850, pero que por el difícil acceso á esos parajes en poco las aprovecha todavía la industria. Hacia su parte superior se halla un pequeño caserío de su nombre.
Luis Risopatrón lo describe en su Diccionario Jeográfico de Chile de 1924 Sobre el río:
Tascadero (Rio). Recibe las aguas de la falda W del cordón limitáneo con la Arjentina, corre hacia el N, presenta vados en los corrales de La Fragüita i en El Polvo, así como laderas peligrosas para el tránsito aguas arriba de Los Perros i afluye a la márjen S del rio Grande, al E de la desembocadura del rio Torca; sufre notables diferencias entre los caudales de agua de diciembre i enero, comparados con los caudales mínimos de abril i mayo; ofrece escaso pasto en la parte superior de su cajón, donde se encuentra un filón de lazulita, de 10 a 15 centímetros de espesor. 66, p. 15, 192 i 223; 119, p. 51 i 159; i 156; Tascudero error litográfico en 134; i Atascadero en 129.